# ريكاردو كابوتو
ريكاردو كابوتو (بالإسبانية: Ricardo Caputo) هو قاتل متسلسل أرجنتيني، ولد في 1949 في مندوزا في الأرجنتين، وتوفي في 1997 في Attica Correctional Facility ‏ في الولايات المتحدة بسبب نوبة قلبية.